# Game (sport)
Een game is een term in het puntentellen in de sport, met name racketsporten, en beschrijft tevens een deel van de wedstrijd. De sporter die als eerste een aantal gewonnen punten haalt heeft de game gehaald. Met het winnen van een aantal games wordt uiteindelijk een set of de hele wedstrijd gewonnen.

## Tennis
Een game wint men in het tennis door vier gewonnen punten, die geteld worden als 15, 30, 40 en 'game'. Echter, als beide spelers op 40 komen, noemt men dat deuce (spreek uit: djoes), veertig-gelijk of egalité en moeten er twee punten achter elkaar worden gewonnen om de game alsnog naar zich toe te trekken, beginnend vanaf 40-40. Als de ene speler 1 punt maakt, en vervolgens de andere, komt de score opnieuw op 40-40.

## Badminton
Een game wint men bij het badminton door als eerste 21 punten te halen met twee punten verschil ten opzichte van de tegenstander. Is het verschil geen twee punten, dan speelt men verder tot het verschil wel zo groot is. Om de games niet te lang te laten duren geldt dat wie als eerste 30 punten haalt, ook bij slechts 1 verschil, de game wint.

## Tafeltennis
Een game in het tafeltennis gaat om 11 gewonnen punten. Wie als eerste 11 punten haalt, mits dat twee meer is dan de tegenstander, wint de game. Is het verschil geen twee punten dan speelt men verder, om de beurt serverend, tot dat verschil ontstaat.

## Squash
Ook in het squash gaat een game om 11 gewonnen punten met twee verschil. Is het verschil geen twee punten, dan speelt men verder tot dat verschil er wel is.

## Darts
In het darts wordt het voltooien van de opdracht (bijvoorbeeld 501 punten scoren) een game of leg genoemd. Er zijn meestal weer drie games of legs nodig voor een gewonnen set.